# The Concert (1921)
The Concert é uma comédia cinematográfica muda perdida em 1921, dirigida por Victor Schertzinger e estrelada por Lewis Stone, Myrtle Stedman, Raymond Hatton e Mabel Julienne Scott. Foi produzido e distribuído pela Goldwyn Pictures. Foi baseado na peça de 1909 com o mesmo título de Hermann Bahr.

## Elenco
- Lewis Stone
- Myrtle Stedman
- Raymond Hatton
- Gertrude Astor
- Mabel Julienne Scott
- Russ Powell
- Lydia Yeamans Titus